# Une rue comme il faut
Pour plus de détails, voir Fiche technique et Distribution.
Une rue comme il faut (Kertes házak utcája) est un film hongrois réalisé par Tamás Fejér, sorti en 1963.

## Fiche technique
- Titre : Une rue comme il faut
- Titre alternatif : Un Chalet confortable
- Titre original : Kertes házak utcája
- Réalisation : Tamás Fejér
- Scénario : István Csurka
- Musique : Tihamér Vujicsics
- Photographie : István Hildebrand
- Montage : Zoltán Farkas
- Société de production : Budapest Filmstúdió
- Pays :  Hongrie
- Genre : Drame
- Durée : 80 minutes
- Dates de sortie : 
  -  Hongrie : 3 janvier 1963

## Distribution
- Margit Bara : Panni
- Miklós Gábor : Palotás
- György Pálos : József Máté
- Éva Schubert : la secrétaire de Máthé
- Zoltán Latinovits : János
- Mária Medgyesi : Szekeresné
- Nóra Tábori : Palotásné
- Nándor Tomanek : Péter Szekeres
- Márta Bakó
- Emese Balogh
- György Bán
- Piri Joó
- Vilma Madaras
- Ilka Petur
- Ildikó Pádua
- Magda Simonyi
- Edit Soós
- József D. Szabó
- Erika Szegedi
- Tibor Varga

## Distinctions
Le film a été présenté en sélection officielle en compétition au Festival de Cannes 1963.